# Lozano Zavala
Lozano Zavala är en ort i Mexiko.   Den ligger i kommunen Santiago Papasquiaro och delstaten Durango, i den centrala delen av landet, 900 km nordväst om huvudstaden Mexico City. Lozano Zavala ligger 2 040 meter över havet och antalet invånare är 498.
Terrängen runt Lozano Zavala är varierad. Runt Lozano Zavala är det glesbefolkat, med 9 invånare per kvadratkilometer. Lozano Zavala är det största samhället i trakten. Trakten runt Lozano Zavala består till största delen av jordbruksmark.